# Dario Veca
Dario Veca, pseudonimo di Tindaro Veca (Patti, 18 dicembre 1955), è un attore italiano.

## Biografia
Nato a Patti nel messinese, terzo di 4 figli, attualmente vive a Terrasini in Provincia di Palermo.
Ha partecipato a molti film e fiction come In guerra per amore, I cento passi, La mafia uccide solo d'estate, Il commissario Montalbano, Il giovane Montalbano, Questo è il mio paese, The Bad Guy e I fratelli Corsaro  nonché al talent show di Canale 5 La sai l'ultima?
A Partinico la Radio Locale "Prima Radio" l'ha chiamato per partecipare a Voglia di Radio e inoltre è intervenuto al Teatro Gianì per parlare della sua carriera.